# Little Milton
Little Milton – wieś i civil parish w Anglii, w Oxfordshire, w dystrykcie South Oxfordshire. W 2011 civil parish liczyła 486 mieszkańców.